# Lima Challenger 2021 - Doppio
Il doppio del torneo di tennis professionistico Lima Challenger 2021, facente parte della categoria Challenger 80 nell'ambito dell'ATP Challenger Tour 2021, si è giocato dal 27 settembre al 3 ottobre 2021 a Lima, in Perù. Tra le sedici coppie di partecipanti erano assenti Íñigo Cervantes e Oriol Roca Batalla, i detentori del titolo.
In finale Julian Lenz e Gerald Melzer hanno sconfitto Nicolás Barrientos e Fernando Romboli con il punteggio di 7–6(4), 7–6(3).

## Teste di serie
1. Hans Hach Verdugo /  Miguel Ángel Reyes Varela (primo turno)
2. Nicolás Barrientos /  Fernando Romboli (finale)

1. Sergio Galdós /  Facundo Mena (primo turno)
2. Guido Andreozzi /  Guillermo Durán (primo turno)

## Wildcard
1. Arklon Huertas del Pino /  Conner Huertas del Pino (primo turno)
2. Gonzalo Bueno /  Ignacio Buse (quarti di finale)

1. Alexander Merino /  Jorge Panta (primo turno)

## Ranking protetto
1. Julian Lenz /  Gerald Melzer (campioni)

## Tabellone

### Legenda
| - Q = Qualificato - WC = Wild card - LL = Lucky loser | - ALT = Alternate - SE = Special Exempt - PR = Protected Ranking | - w/o = Walkover - r = Ritirato - d = Squalificato |

|  | Primo turno | Primo turno                           | Primo turno                 | Primo turno | Primo turno |  |  | Quarti di finale | Quarti di finale            | Quarti di finale            | Quarti di finale            | Quarti di finale            |    |   | Semifinali | Semifinali                | Semifinali                | Semifinali                          | Semifinali                          |    |    | Finale | Finale | Finale | Finale | Finale |  |
|  |             |                                       |                             |             |             |  |  |                  |                             |                             |                             |                             |    |   |            |                           |                           |                                     |                                     |    |    |        |        |        |        |        |  |
|  | 1           | H Hach Verdugo MÁ Reyes Varela        | 4                           | 6           | [7]         |  |  |                  |                             |                             |                             |                             |    |   |            |                           |                           |                                     |                                     |    |    |        |        |        |        |        |  |
|  |             | E King JA Ore                         | 6                           | 3           | [10]        |  |  |                  | E King JA Ore               | 62                          | 6                           | [8]                         |    |   |            |                           |                           |                                     |                                     |    |    |        |        |        |        |        |  |
|  | PR          | J Lenz G Melzer                       | J Lenz G Melzer             | 6           | 7           |  |  | PR               | J Lenz G Melzer             | 7                           | 3                           | [10]                        |    |   |            |                           |                           |                                     |                                     |    |    |        |        |        |        |        |  |
|  |             | JP Ficovich N Kicker                  | JP Ficovich N Kicker        | 2           | 5           |  |  |                  |                             |                             |                             |                             |    |   | PR         | J Lenz G Melzer           | J Lenz G Melzer           | 7                                   | 7                                   |    |    |        |        |        |        |        |  |
|  | 4           | G Andreozzi G Durán                   | G Andreozzi G Durán         | 1           | 5           |  |  |                  |                             |                             | F Cerúndolo C Ugo Carabelli | F Cerúndolo C Ugo Carabelli | 65 | 5 |            |                           |                           |                                     |                                     |    |    |        |        |        |        |        |  |
|  |             | F Cerúndolo C Ugo Carabelli           | F Cerúndolo C Ugo Carabelli | 6           | 7           |  |  |                  | F Cerúndolo C Ugo Carabelli | F Cerúndolo C Ugo Carabelli | 7                           | 6                           |    |   |            |                           |                           |                                     |                                     |    |    |        |        |        |        |        |  |
|  | WC          | A Huertas del Pino C Huertas del Pino | 4                           | 6           | [7]         |  |  | WC               | G Bueno I Buse              | G Bueno I Buse              | 5                           | 1                           |    |   |            |                           |                           |                                     |                                     |    |    |        |        |        |        |        |  |
|  | WC          | G Bueno I Buse                        | 6                           | 3           | [10]        |  |  |                  |                             |                             |                             |                             |    |   | PR         | Julian Lenz Gerald Melzer | Julian Lenz Gerald Melzer | 7                                   | 7                                   |    |    |        |        |        |        |        |  |
|  | WC          | A Merino J Panta                      | A Merino J Panta            | 3           | 2           |  |  |                  |                             |                             |                             |                             |    |   |            |                           | 2                         | Nicolás Barrientos Fernando Romboli | Nicolás Barrientos Fernando Romboli | 64 | 63 |        |        |        |        |        |  |
|  |             | C Gómez-Herrera R Quiroz              | C Gómez-Herrera R Quiroz    | 6           | 6           |  |  |                  | C Gómez-Herrera R Quiroz    | C Gómez-Herrera R Quiroz    | 3                           | 4                           |    |   |            |                           |                           |                                     |                                     |    |    |        |        |        |        |        |  |
|  |             | H Dellien F Zeballos                  | H Dellien F Zeballos        | 6           | 6           |  |  |                  | H Dellien F Zeballos        | H Dellien F Zeballos        | 6                           | 6                           |    |   |            |                           |                           |                                     |                                     |    |    |        |        |        |        |        |  |
|  | 3           | S Galdós F Mena                       | S Galdós F Mena             | 2           | 2           |  |  |                  |                             |                             |                             |                             |    |   |            | H Dellien F Zeballos      | H Dellien F Zeballos      | 2                                   | 0                                   |    |    |        |        |        |        |        |  |
|  |             | JM Cerúndolo TA Tirante               | JM Cerúndolo TA Tirante     | 7           | 6           |  |  |                  |                             | 2                           | N Barrientos F Romboli      | N Barrientos F Romboli      | 6  | 6 |            |                           |                           |                                     |                                     |    |    |        |        |        |        |        |  |
|  |             | D Hidalgo C Rodríguez                 | D Hidalgo C Rodríguez       | 63          | 3           |  |  |                  | JM Cerúndolo TA Tirante     | 6                           | 1                           | [5]                         |    |   |            |                           |                           |                                     |                                     |    |    |        |        |        |        |        |  |
|  |             | B Arias A Menéndez Maceiras           | B Arias A Menéndez Maceiras | 4           | 2           |  |  | 2                | N Barrientos F Romboli      | 2                           | 6                           | [10]                        |    |   |            |                           |                           |                                     |                                     |    |    |        |        |        |        |        |  |
|  | 2           | N Barrientos F Romboli                | N Barrientos F Romboli      | 6           | 6           |  |  |                  |                             |                             |                             |                             |    |   |            |                           |                           |                                     |                                     |    |    |        |        |        |        |        |  |